# Балахна
Балахна́ (рос. Балахна́) — місто в Росії, центр Балахнинського району Нижньогородської області, пристань на річці Волга (Чебоксарське водосховище).
Населення — 57 338 мешканців (перепис 2002).
Є залізнична станція, ДРЕС, целюлозно-картонний комбінат, краєзнавчий музей.

## Історія
Засноване у 1474 році під назвою Соль-на-Городці. Після того, як Казанський хан зрівняв його із землею в 1536 році, була споруджена дерев'яна фортеця для захисту від татарських набігів.
У Середньовіччі місто було центром соляної промисловості. Балахна — батьківщина Кузьми Мініна, організатора Нижньогородського ополчення 1611—1612 років.
У XVIII—XIX століттях місто було важливим центром суднобудування. У 1925 році була відкрита Нижньогородська ДРЕС, яка працює на торфі, у 1928 році дали першу продукцію целюлозно-паперовий комбінат і картонна фабрика.

## Персоналії
- Пашкова Лариса Олексіївна (1921—1987) — радянська акторка.

## Міста-побратими
| Країна   | Місто    |
| -------- | -------- |
| Білорусь | Пінськ   |
| КНР      | Сюаньчен |

## Корисні посилання
- Міський портал (рос.)
- Історія міста [Архівовано 23 березня 2006 у Wayback Machine.] (рос.)

| Росія | Це незавершена стаття з географії Росії. Ви можете допомогти проєкту, виправивши або дописавши її. |